# Grijze waterstof
Waterstof die is geproduceerd met fossiele brandstoffen als bron en waarbij tijdens de productie broeikasgassen in de atmosfeer terecht komen, wordt grijze waterstof genoemd.
Het merendeel van de geproduceerde waterstof valt in deze categorie. De belangrijkste bron voor grijze waterstof is aardgas. In Nederland wordt ongeveer 10% van het gewonnen aardgas ingezet voor de productie van waterstof, wat bijdraagt aan de positie van Nederland als op een na grootste waterstofproducent van Europa. Naast grijze waterstof kan er blauwe waterstof (uitstoot wordt afgevangen) en groene waterstof (uit hernieuwbare bron) worden geproduceerd.

## Productie
Waterstof(gas) (H₂) is een belangrijke grondstof voor verschillende (industriële) processen, maar komt op aarde niet van nature in geïsoleerde vorm in relevante hoeveelheden voor. Daarom is productie van waterstof vereist. De meest gebruikte methode voor de productie van waterstof is stoomreforming van aardgas, wat door de bijkomende uitstoot resulteert in grijze waterstof. Naast aardgas kan deze productiemethode ook op andere (fossiele) brandstoffen worden toegepast, waaronder ethanol, propaan, benzine, aardolie en steenkool.
Door stoom met een hoge temperatuur (700-1000 C) en een druk van 3 tot 25 bar, met behulp van een katalysator, met methaan te laten reageren, ontstaat een mengsel van waterstof, koolstofmonoxide en koolstofdioxide. Om het gehalte waterstof te verhogen en de koolstofmonoxide te verwijderen, kan vervolgens de water-gas-shift-reactie toegepast worden. Dit resulteert in een mengsel van koolstofdioxide en waterstof. Met drukwisseladsorptie kunnen ten slotte de waterstof en koolstofdioxide van elkaar worden gescheiden. 

## Uitstoot van broeikasgassen
De productie van grijze waterstof met aardgas leidt op verschillende manieren tot uitstoot van broeikasgassen. Bij de winning en transport van aardgas komt door lekkage methaan vrij. Het verhitten van de stoom voor de stoomreforming vereist energie, waarvoor in de meeste gevallen ook aardgas wordt gebruikt. Tot slot zijn de bijproducten van de stoom-methaan-reforming onder meer koolstofmonoxide en koolstofdioxide, die zonder afvang vrijkomen in de atmosfeer. 
Hoewel grijze waterstof op zichzelf een schone energiedrager en grondstof is, wordt in het kader van de energietransitie gestreefd naar schonere productiemethoden. Daarbij heeft winning uit een hernieuwbare bron (groene biomassa) de voorkeur.

## Soorten waterstof naar productiemethode
- Bruine waterstof wordt geproduceerd door steenkool of bruinkool te verbranden, wat leidt tot de uitstoot van schadelijke stoffen zoals CO2 en zwaveldioxide.
- Grijze waterstof, dat momenteel het meest gebruikelijk is, wordt geproduceerd door olie of aardgas onder druk te zetten en te verhitten, waardoor CO2 vrijkomt.
- Blauwe waterstof wordt op vergelijkbare wijze als grijze waterstof geproduceerd, maar de CO2-uitstoot wordt opgevangen en opgeslagen onder de grond.
- Paarse waterstof wordt geproduceerd met behulp van kernenergie, zonder CO2-uitstoot maar wel met nucleair afval als nevenproduct.
- Groene waterstof wordt geproduceerd met duurzame elektriciteit die wordt opgewekt door middel van zonnepanelen en windmolens, en kan worden gebruikt om zonne- en windenergie op te slaan.
- Oranje waterstof wordt geproduceerd door water in ijzerrijke ondergrondse rotsformaties te pompen, waarbij waterstof vrijkomt door de reactie tussen water en de ijzerrijke rotsen.
- Witte waterstof wordt op natuurlijke wijze geproduceerd op plaatsen waar water en ijzerrijke rotsformaties ondergronds samenkomen.[5]